# Dualidad de Pontriaguin
En matemáticas, en particular en el análisis armónico y la teoría de grupos topológicos, la dualidad de Pontriaguin explica las propiedades generales de la transformada de Fourier. Pone en un contexto unificado un número de observaciones sobre funciones en la recta real o en grupos abelianos finitos, vg.
- Las funciones periódicas convenientemente regulares en la recta real tienen serie de Fourier y estas funciones se pueden recuperar de su serie de Fourier;
- Las funciones complejo-valoradas convenientemente regulares en la recta real tienen transformación de Fourier que son también funciones en la recta real y, lo mismo que las funciones periódicas, estas funciones se pueden recuperar de su transformación de Fourier; y

- las funciones complejo-valoradas en un grupo abeliano finito tienen transformación de Fourier discreta que son funciones en el grupo dual, que es grupo isomorfo (no canónicamente). Más aún cualquier función en un grupo finito se puede recuperar de su transformación de Fourier discreta.

La teoría, introducida por Lev Pontriaguin y combinada con la medida de Haar introducida por John von Neumann, André Weil y otros depende de la teoría del grupo dual de un grupo abeliano localmente compacto.

## La medida de Haar
Un grupo topológico es localmente compacto si y solamente si la identidad e del grupo tiene una vecindad compacta. Esto significa que hay un cierto conjunto abierto V que contiene a e que es relativamente compacto en la topología de G. Uno de los hechos más notables sobre un grupo localmente compacto G es que lleva una medida natural esencialmente única, la medida de Haar, que permite medir consistentemente el "tamaño" de subconjuntos suficientemente regulares de G. En este sentido, la medida de Haar es una función de "área" o de "volumen" generalizada definida en subconjuntos de G. Más precisamente, una medida derecha de Haar en un grupo localmente compacto G es una medida contablemente aditiva: 

{\displaystyle A\mapsto \mu (A)\quad A\subseteq G} un conjunto de Borel

definido en los conjuntos de Borel de G que es invariante derecho en el sentido que

{\displaystyle \mu (Ax)=\mu (A)\quad {\mbox{para }}x\in G}

es finita para subconjuntos compactos A y distinta a cero y positiva para los conjuntos abiertos. A excepción de factores de escala positivos, las medidas de Haar son únicas. Observe que es imposible definir una medida invariante derecha contablemente aditiva en todos los subconjuntos ' ' de G si se asume el axioma de elección. Ver conjunto no medible. Observe que uno puede definir semejantemente la medida izquierda de Haar. Las medidas derechas e izquierdas de Haar están relacionadas por la función modular. 
La medida de Haar permite definir la noción de Integral para funciones Borelianas tomando valores complejos definidas en el grupo. En particular, uno puede considerar varios Lp espacios asociados a la medida de Haar. Específicamente,
{\displaystyle L_{\mu }^{p}(G)=\{f:G\rightarrow \mathbb {C} :\int _{G}|f(x)|^{p}d\mu (x)<\infty \}}
Ejemplos de grupos abelianos localmente son: 
- Rn, para n un número entero positivo, con la adición de vectores como operación del grupo.

- Los números reales positivos con la multiplicación como operación. Este grupo se ve claramente es isomorfo a R. De hecho, la función exponencial implementa ese isomorfismo.

- Cualquier grupo abeliano finito. Por el teorema de estructura para los grupos abelianos finitos, todos estos grupos son productos de grupos cíclicos.

- Los números enteros Z bajo la adición.

- El grupo de la circunferencia unitaria, denotado T (es decir, T¹ toro unidimensional). Este es el grupo de los números complejos de módulo 1. T es isomorfo como grupo topológico grupo cociente a R/Z.

## El grupo dual
Si G es un grupo localmente compacto abeliano, definimos un carácter de G como un homomorfismo continuo de grupo φ : G → T. El conjunto de todos los caracteres en G es otro grupo abeliano localmente compacto, llamado el grupo dual de G y denotado como G^. Con más detalle, se define al grupo dual como sigue: Si G es un grupo localmente compacto abeliano, dos tales caracteres se pueden multiplicar punto a punto para formar un nuevo carácter, y el carácter trivial x → 1 es la identidad de G^. La topología de G^ es la de la convergencia uniforme sobre compactos. Se puede demostrar que el grupo G^ con la topología así definida es un grupo abeliano localmente compacto. Nota: Aquí T es el grupo de la circunferencia unitaria, que se puede ver como los números complejos de módulo 1 o el grupo cociente R/Z como se crea conveniente. Esta dualidad, como la mayoría, es una función involutiva, puesto que el grupo dual de un grupo dual es el grupo original. El grupo dual está presentado como el espacio subyacente para una versión abstracta de la transformada de Fourier. En este contexto, las funciones sobre el grupo G (e.g. funciones en L¹(G) o L²(G)) se transforman en las funciones con dominio en el grupo dual G^. Esto se implementa vía la integral 
{\displaystyle {\hat {f}}(\phi )=\int _{G}f(x)\phi (-x)\;dx}
donde la integral utiliza la medida de Haar.

## Transformada de Fourier en general
La generalización de la transformada de Fourier más natural viene dada, entonces, por el operador
{\displaystyle F:L^{2}(G)\mapsto L^{2}(G^{\wedge })} 
definido por 
(Ff)(φ) = ∫ f(x)φ(x) dx
para cada f en L²(G) y φ en G^. F es un isomorfismo isométrico entre espacios de Hilbert. El f*g de la convolución de dos elementos f, g en L²(G) se puede definir 
{\displaystyle (f*g)(t)=\int f(x)g(t-x)\,dx}
(esto es una función en L²(G) y el teorema de la convolución 
F(f*g) = Ff·Fg que relaciona la transformada de Fourier de la convolución con el producto de las dos transformadas de Fourier permanece válido. En el caso de G = Rn, tenemos G^ = Rn y recuperamos la transformación continua de Fourier ordinaria, en el caso G = S¹, el grupo dual G^ es naturalmente isomorfo al grupo de los números enteros Z y el operador antedicho F se reduce al cómputo de coeficientes de las series de Fourier de funciones periódicas; si G es el grupo cíclico finito Zn (véase aritmética modular), que coincide con su propio grupo dual, recuperamos la transformación de Fourier discreta.

## Ejemplos
Por ejemplo, un carácter en el grupo cíclico infinito de los números enteros Z es determinado por su valor φ(1), puesto que φ(n) = (φ(1))n da sus valores en el resto de los elementos de Z. Más aún, esta fórmula define un carácter para cualquier elección de φ(1) en S¹ y la topología de la convergencia uniforme sobre compactos (que aparece aquí como convergencia punto a punto) es la topología natural de S¹. Por lo tanto, el grupo dual de Z se identifica con S¹. ¿Inversamente, un carácter en S¹ es de la forma z |-> zn para n ∈ Z. Puesto que S¹ es compacto, la topología en el grupo dual es la de la convergencia uniforme que resulta ser la topología discreta. Como consecuencia de esto, el dual de S¹ se identifica con Z. El otro ejemplo de "grupo clásico", el grupo de los números reales R, es su propio dual. Los caracteres en R son de la forma φy: x |-> eixy. Con estas dualidades, la versión de la transformada de Fourier a ser introducida después coincide con la transformada de Fourier en R, y la forma exponencial de la serie de Fourier en Z.

## El punto de vista abstracto
Más precisamente, la construcción dual del grupo G^ de G es un funtor contravariante (.)^ : LCA -> LCAop permitiendo que identifiquemos la categoría LCA de grupos topológicos abelianos localmente compactos con su propia categoría opuesta. Tenemos G^^ isomorfo a G, de un modo natural que es comparable al doble dual de los espacios vectoriales finito-dimensionales (un caso especial, para los espacios vectoriales reales y complejos). La dualidad intercambia las subcategorías de grupos discretos y de grupos compactos. Si R es un anillo y G es un R-módulo izquierdo, el grupo dual G^ se convertirá en un R-módulo derecho; de esta manera podemos también ver que los R-módulos izquierdos discretos serán dual de Pontriaguin de los R-módulos derechos compactos. El anillo End(G) de endomorfismos en LCA es cambiado por la dualidad en su anillo opuesto (cambia la multiplicación al orden opuesto). Por ejemplo, si G es un grupo discreto cíclico infinito, G^ es un grupo del círculo: el primero tiene End(G) = Z por tanto también End(G^) = Z.

## Compactificación de Bohr y casi-periodicidad
Un uso hecho de la dualidad de Pontriaguin es dar una definición general de una función casi-periódica en un grupo no compacto G en LCA. Para esto, definimos la compactificación B(G) de Bohr de G como H^, donde H es como grupo G^, pero dándole la topología discreta. Puesto que H -> G^ es continuo y un homomorfismo, el morfismo dual G -> B(G) queda definido, y realiza G como subgrupo de un grupo compacto. La restricción a G de las funciones continuas en B(G) da una clase de funciones casi-periódicas; se puede imaginarlas como análogas a las restricciones a una copia de R enroscado alrededor de un toro.

## La teoría no conmutativa
Tal teoría no puede existir en la misma forma para los grupos no conmutativos G, puesto que en ese caso el objeto dual apropiado G^ de las clases de isomorfismo de representaciones no puede contener solamente representaciones unidimensionales, y no podrá ser un grupo. La generalización que se ha encontrado útil en teoría de las categorías se llama dualidad de Tannaka-Krein; pero esto diverge de la conexión con el análisis armónico, que necesita abordar la cuestión de la medida de Plancherel en G^.

## Historia
Los fundamentos de la teoría de grupos abelianos localmente compactos y de su dualidad fueron sentados por Lev Pontriaguin en 1934. Su tratamiento se basó en grupos que eran segundo-contable y compactos o discretos. Esto fue mejorado para cubrir a los grupos abelianos localmente compactos en general por E.R. van Kampen en 1935 y André Weil en 1953.